# Transpoziție Bamberger
Transpoziția Bamberger este o reacție de transpoziție specifică fenil-hidroxilaminelor. Se realizează în mediu puternic acid și are loc transpoziția compușilor la 4-aminofenoli. Reacția a fost denumită după chimistul german Eugen Bamberger (1857–1932). De exemplu, fenilhidroxilamina este convertită astfel la 4-aminofenol:
Hidroxilaminele de la care se pornește sunt de obicei sintetizate prin reacții de hidrogenare a nitrobenzenilor corespunzători, utilizând catalizatori de rodiu sau zinc.

## Mecanism de reacție
Mecanismul transpoziției Bamberger începe cu protonarea N-fenil-hidroxilaminei notate cu 1. Poate avea loc de asemenea și o N-protonare, notată cu 2, care este favorizată, dar conduce la un produs nefavorabil. În urma reacției de protonare notată cu 3 se obține un intermediar cu ion nitreniu 4, care poate suferi atacul nucleofil al unei molecule de apă, în urma căruia se obține 4-aminofenolul 5, care este produsul final dorit al reacției de transpoziție.